# 7 Pułk Strzelców Polskich (WP na Wschodzie)
7 Pułk Strzelców Polskich (7 psp) – oddział piechoty Wojska Polskiego na Wschodzie.
Pułk został sformowany jesienią 1917 roku w składzie 2 Dywizji Strzelców Polskich z I Korpusu. 14 grudnia 1917 roku pułk liczył 612 żołnierzy frontowych.

## Żołnierze pułku
Dowódcy pułku
- płk Dominik Dunin-Marcinkiewicz (VIII 1917 - II 1918)
- płk Bolesław Frej

| Kawalerowie Amarantowej Wstążki                                                                                    | Kawalerowie Amarantowej Wstążki  | Kawalerowie Amarantowej Wstążki |
| --- | -------------------------------- | ------------------------------- |
| Na mocy rozkazu dowódcy I Korpusu Polskiego z 19 marca 1918 udekorowani zostali za waleczność Amarantową Wstążką : |                                  |                                 |
| podkpt. Piechelski                                                                                                 | podkpt. Stanisław Kobyliński*    | podkpt. Stecorewicz             |
| ppor. Kizyniec Benian                                                                                              | sierż. Stanisław Kaczmarek*      | st. podof. Jan Mieleniewicz*    |
| mł. podof. Antoni Wysocki*                                                                                         | mł. podof. Wacław Miecznikowski* | sierż. Filip Matniejczyk*       |
| st. podof. Jakub Piotrowski*                                                                                       | st. podof. Feliks Pawłowski*     | st. podof. Jan Nowaczyk*        |
| st. podof. Paweł Szkada*                                                                                           | strz. Józef Rosiak*              | strz. Jan Pycko*                |

Żołnierze pułku odznaczeni Krzyżem Walecznych po raz pierwszy:
1. mjr Stanisław Wszebor,
2. kpt. Włodzimierz Borowski,
3. kpt. Stanisław Kobyliński,
4. ppor. Władysław Baliński,
5. ppor. Józef Mieleszczuk[3],
6. sierż. Stanisław Karczmarek,
7. sierż. Filip Matniejczyk,
8. plut. Jan Mieleniewicz,
9. plut. Jan Nowaczyk,
10. plut. Feliks Pawłowski,
11. plut. Jakub Piotrowski,
12. plut. Paweł Szkoda,
13. kpr. Wacław Miecznikowski[4],
14. kpr. Antoni Wysocki,
15. szer. Józef Archimowicz,
16. szer. Jan Pyćko,
17. szer. Józef Rosiak,
18. szer. Antoni Steckiewicz,
19. szer. Stefan Tomaszewski,
20. szer. Jan Trzcinka[5].